# Volleybalclub Maaseik 2018-2019
Questa voce raccoglie le informazioni riguardanti il Volleybalclub Maaseik nelle competizioni ufficiali della stagione 2018-2019.

## Stagione
Nella stagione 2018-19 il Volleybalclub Maaseik assume la denominazione sponsorizzata di Greenyard Maaseik.
Disputa la Supercoppa belga, arrivando in finale dove viene battuta dal Roeselare.
Partecipa per la 44ª volta alla Liga A: chiude la regular season di campionato al primo posto in classifica, qualificandosi per i play-off scudetto: vince il suo sedicesimo scudetto battendo nella serie finale il Roeselare.
Partecipa alla Coppa di Belgio giungendo fino alle semifinali dove viene eliminata al golden set nella doppia sfida con il Roeselare.
Disputa inoltre la Champions League: nella fase a gironi ottiene il terzo posto nel proprio raggruppamento, che non gli consente di accedere alla fase a eliminazione diretta.

## Organigramma societario
Area direttiva
- Presidente: Mathi Raedschelders
- Team manager: Ivo Rutten

Area tecnica
- Allenatore: Joel Banks
- Allenatore in seconda: Ivan Janssen
- Scout man: Guy Schroyen

Area sanitaria
- Medico: Enrico Neven, Vik Corstjens
- Preparatore atletico: Hain Macnack
- Fisioterapista: Luc Beesmans, Lust Joachim

## Rosa
| N° | Nome            | Ruolo | Data di nascita   | Nazionalità sportiva |
| -- | --------------- | ----- | ----------------- | -------------------- |
| 1  | Jolan Cox       | O     | 12 luglio 1991    | Belgio               |
| 2  | Robert Wójcik   | O     | 25 agosto 1993    | Polonia              |
| 3  | Keith Pupart    | S     | 19 marzo 1985     | Estonia              |
| 4  | Timo Tammemaa   | C     | 18 novembre 1991  | Estonia              |
| 5  | Jelte Maan      | S     | 19 marzo 1986     | Paesi Bassi          |
| 6  | Just Dronkers   | L     | 7 giugno 1993     | Paesi Bassi          |
| 8  | Andri Aganits   | C     | 7 settembre 1993  | Estonia              |
| 9  | Jay Blankenau   | P     | 27 settembre 1989 | Canada               |
| 10 | Jan Zimmermann  | P     | 12 febbraio 1993  | Germania             |
| 11 | Simon Peeters   | S     | 28 aprile 1997    | Belgio               |
| 12 | Stef Van Heyste | P     | 3 aprile 1996     | Belgio               |
| 13 | Elias Thys      | C     | 20 ottobre 1998   | Belgio               |
| 17 | Seppe Baetens   | S     | 13 febbraio 1989  | Belgio               |
| 18 | Aleks Grozdanov | C     | 28 marzo 1998     | Bulgaria             |

## Risultati

### Liga A

#### Girone di andata
| 1ª Giornata - 13 ottobre 2018 Edugo Topsporthal, Gand                   | VDK Gent       | 0 - 3 | Maaseik         | 19-25, 13-25, 16-25               |
| 2ª Giornata - 17 ottobre 2018 Steengoed Arena, Maaseik                  | Maaseik        | 3 - 0 | Haasrode Leuven | 25-8, 25-20, 25-20                |
| 3ª Giornata - 27 ottobre 2018 Cultuurcentrum De Steiger, Menen          | Menen          | 2 - 3 | Maaseik         | 25-20, 18-25, 28-26, 20-25, 9-15  |
| 4ª Giornata - 3 novembre 2018 Steengoed Arena, Maaseik                  | Maaseik        | 3 - 0 | Avoc Achel      | 25-17, 25-14, 25-19               |
| 5ª Giornata - 17 novembre 2018 Steengoed Arena, Maaseik                 | Maaseik        | 3 - 2 | Aalst           | 25-21, 22-25, 26-24, 20-25, 15-11 |
| 6ª Giornata - 25 novembre 2018 Pôle ballons, Waremme                    | Waremme        | 0 - 3 | Maaseik         | 24-26, 21-25, 23-25               |
| 7ª Giornata - 1º dicembre 2018 Steengoed Arena, Maaseik                 | Maaseik        | 3 - 0 | Amigos Zoersel  | 25-17, 25-9, 25-23                |
| 8ª Giornata - 6 dicembre 2018 Centre Sportif Moisse, Mont-Saint-Guibert | Axis Guibertin | 0 - 3 | Maaseik         | 19-25, 22-25, 19-25               |
| 9ª Giornata - 8 dicembre 2018 Tomabelhal, Roeselare                     | Roeselare      | 1 - 3 | Maaseik         | 22-25, 26-28, 25-22, 22-25        |

#### Girone di ritorno
| 10ª Giornata - 15 dicembre 2018 Steengoed Arena, Maaseik         | Maaseik         | 3 - 1 | VDK Gent       | 25-15, 21-25, 25-11, 25-20        |
| 11ª Giornata - 12 gennaio 2019 Sporthal Haasrode, Lovanio        | Haasrode Leuven | 0 - 3 | Maaseik        | 16-25, 23-25, 24-26               |
| 12ª Giornata - 19 gennaio 2019 Steengoed Arena, Maaseik          | Maaseik         | 3 - 0 | Menen          | 25-20, 25-14, 25-17               |
| 13ª Giornata - 23 gennaio 2019 Sporthal De Koekoek, Hamont-Achel | Avoc Achel      | 0 - 3 | Maaseik        | 29-31, 17-25, 18-25               |
| 14ª Giornata - 26 gennaio 2019 Steengoed Arena, Maaseik          | Maaseik         | 3 - 0 | Axis Guibertin | 25-18, 25-12, 25-16               |
| 15ª Giornata - 6 febbraio 2019 Sportcentrum Schotte, Aalst       | Aalst           | 3 - 0 | Maaseik        | 25-17, 25-21, 25-21               |
| 16ª Giornata - 17 febbraio 2019 Steengoed Arena, Maaseik         | Maaseik         | 2 - 3 | Waremme        | 25-21, 23-25, 25-19, 22-25, 21-23 |
| 17ª Giornata - 20 febbraio 2019 Van Pelt Arena, Zoersel          | Amigos Zoersel  | 0 - 3 | Maaseik        | 20-25, 21-25, 16-25               |
| 18ª Giornata - 23 febbraio 2019 Steengoed Arena, Maaseik         | Maaseik         | 3 - 1 | Roeselare      | 25-14, 21-25, 25-21, 25-15        |

#### Play-off scudetto
| Semifinali (gara 1) - 16 marzo 2019 Steengoed Arena, Maaseik          | Maaseik   | 3 - 1 | Menen     | 29-31, 25-20, 25-19, 25-18        |
| Semifinali (gara 2) - 23 marzo 2019 Tomabelhal, Roeselare             | Roeselare | 3 - 2 | Maaseik   | 23-25, 25-18, 28-26, 23-25, 15-4  |
| Semifinali (gara 3) - 30 marzo 2019 Steengoed Arena, Maaseik          | Maaseik   | 3 - 0 | Aalst     | 25-17, 25-23, 27-25               |
| Semifinali (gara 4) - 6 aprile 2019 Sportcentrum Schotte, Aalst       | Aalst     | 1 - 3 | Maaseik   | 16-25, 25-23, 19-25, 20-25        |
| Semifinali (gara 5) - 13 aprile 2019 Steengoed Arena, Maaseik         | Maaseik   | 1 - 3 | Roeselare | 21-25, 27-25, 22-25, 21-25        |
| Semifinali (gara 6) - 19 aprile 2019 Cultuurcentrum De Steiger, Menen | Menen     | 0 - 3 | Maaseik   | 17-25, 21-25, 23-25               |
| Finale (gara 1) - 27 aprile 2019 Tomabelhal, Roeselare                | Roeselare | 2 - 3 | Maaseik   | 25-21, 21-25, 21-25, 25-21, 18-20 |
| Finale (gara 2) - 1º maggio 2019 Steengoed Arena, Maaseik             | Maaseik   | 2 - 3 | Roeselare | 23-25, 25-20, 23-25, 25-19, 12-15 |
| Finale (gara 3) - 4 maggio 2019 Tomabelhal, Roeselare                 | Roeselare | 0 - 3 | Maaseik   | 16-25, 19-25, 23-25               |
| Finale (gara 4) - 8 maggio 2019 Steengoed Arena, Maaseik              | Maaseik   | 2 - 3 | Roeselare | 33-35, 25-27, 25-17, 25-23, 12-15 |
| Finale (gara 5) - 11 maggio 2019 Tomabelhal, Roeselare                | Roeselare | 2 - 3 | Maaseik   | 25-22, 25-23, 16-25, 19-25, 13-15 |

### Coppa del Belgio
| Ottavi di finale - 20 ottobre 2018 Van Pelt Arena, Zoersel             | Zoersel         | 0 - 3 | Maaseik         | 16-25, 23-25, 18-25                         |
| Quarti di finale (andata) - 7 novembre 2018 Sporthal Haasrode, Lovanio | Haasrode Leuven | 0 - 3 | Maaseik         | 18-25, 16-25, 23-25                         |
| Quarti di finale (ritorno) - 14 novembre 2018 Steengoed Arena, Maaseik | Maaseik         | 3 - 1 | Haasrode Leuven | 25-22, 25-20, 22-25, 25-18                  |
| Semifinali (andata) - 12 dicembre 2018 Tomabelhal, Roeselare           | Roeselare       | 3 - 1 | Maaseik         | 25-18, 19-25, 26-24, 25-23                  |
| Semifinali (ritorno) - 22 dicembre 2018 Steengoed Arena, Maaseik       | Maaseik         | 3 - 1 | Roeselare       | 22-25, 31-29, 25-21, 25-20 Golden set: 8-15 |

### Supercoppa belga
| Finale - 11 novembre 2018 Sportcampus Lange Munte, Courtrai | Roeselare | 3 - 0 | Maaseik | 25-22, 25-21, 25-22 |

### Champions League

#### Fase a gironi
| 1ª giornata - 22 novembre 2018 Max-Schmeling-Halle, Berlino | Charlottenburg | 3 - 1 | Maaseik        | 25-23, 25-22, 18-25, 25-18        |
| 2ª giornata - 18 dicembre 2018 Steengoed Arena, Maaseik     | Maaseik        | 3 - 0 | Skra Bełchatów | 25-21, 25-22, 29-27               |
| 3ª giornata - 16 gennaio 2019 Ergo Arena, Danzica           | Trefl Gdańsk   | 3 - 1 | Maaseik        | 22-25, 25-22, 25-20, 25-22        |
| 4ª giornata - 30 gennaio 2019 Hala Energia, Bełchatów       | Skra Bełchatów | 2 - 3 | Maaseik        | 16-25, 29-27, 25-16, 21-25, 12-15 |
| 5ª giornata - 13 febbraio 2019 Steengoed Arena, Maaseik     | Maaseik        | 2 - 3 | Charlottenburg | 25-22, 25-20, 29-31, 22-25, 13-15 |
| 6ª giornata - 27 febbraio 2019 Steengoed Arena, Maaseik     | Maaseik        | 0 - 3 | Trefl Gdańsk   | 20-25, 21-25, 21-25               |

## Statistiche

### Statistiche di squadra
| Competizione     | Punti | In casa | In casa | In casa | In trasferta | In trasferta | In trasferta | Totale | Totale | Totale |
| Competizione     | Punti | G       | V       | P       | G            | V            | P            | G      | V      | P      |
| ---------------- | ----- | ------- | ------- | ------- | ------------ | ------------ | ------------ | ------ | ------ | ------ |
| Liga A           | 47    | 14      | 10      | 4       | 15           | 13           | 2            | 29     | 23     | 6      |
| Coppa del Belgio |       | 2       | 2       | 0       | 3            | 2            | 1            | 5      | 4      | 1      |
| Supercoppa belga |       | -       | -       | -       | -            | -            | -            | 1      | 0      | 1      |
| Champions League | 6     | 3       | 1       | 2       | 3            | 1            | 2            | 6      | 2      | 4      |
| Totale           | -     | 19      | 13      | 6       | 21           | 16           | 5            | 41     | 29     | 12     |

G = partite giocate; V = partite vinte; P = partite perse 

### Statistiche dei giocatori
| Giocatore     | Liga A | Liga A | Liga A | Liga A | Liga A | Coppa del Belgio | Coppa del Belgio | Coppa del Belgio | Coppa del Belgio | Coppa del Belgio | Supercoppa belga | Supercoppa belga | Supercoppa belga | Supercoppa belga | Supercoppa belga | CEV Champions League | CEV Champions League | CEV Champions League | CEV Champions League | CEV Champions League | Totale | Totale | Totale | Totale | Totale |
| Giocatore     | P      | PT     | AV     | MV     | BV     | P                | PT               | AV               | MV               | BV               | P                | PT               | AV               | MV               | BV               | P                    | PT                   | AV                   | MV                   | BV                   | P      | PT     | AV     | MV     | BV     |
| ------------- | ------ | ------ | ------ | ------ | ------ | ---------------- | ---------------- | ---------------- | ---------------- | ---------------- | ---------------- | ---------------- | ---------------- | ---------------- | ---------------- | -------------------- | -------------------- | -------------------- | -------------------- | -------------------- | ------ | ------ | ------ | ------ | ------ |
| A. Aganits    | 4      | 2      | 0      | 1      | 1      | ?                | ?                | ?                | ?                | ?                | ?                | ?                | ?                | ?                | ?                | -                    | -                    | -                    | -                    | -                    | ?      | ?      | ?      | ?      | ?      |
| S. Baetens    | 25     | 207    | 173    | 24     | 10     | 6                | 34               | 32               | 1                | 1                |                  |                  |                  |                  |                  |                      |                      |                      |                      |                      |        |        |        |        |        |
| J. Blankenau  | 18     | 66     | 31     | 10     | 25     | 6                | 19               | 10               | 7                | 2                |                  |                  |                  |                  |                  |                      |                      |                      |                      |                      |        |        |        |        |        |
| J. Cox        | 28     | 527    | 434    | 42     | 51     | 6                | 123              | 109              | 7                | 7                |                  |                  |                  |                  |                  |                      |                      |                      |                      |                      |        |        |        |        |        |
| J. Dronkers   | 29     | 1      | 1      | 0      | 0      | 6                | 0                | 0                | 0                | 0                |                  |                  |                  |                  |                  |                      |                      |                      |                      |                      |        |        |        |        |        |
| A. Grozdanov  | 23     | 209    | 138    | 54     | 17     | 5                | 59               | 39               | 16               | 4                |                  |                  |                  |                  |                  |                      |                      |                      |                      |                      |        |        |        |        |        |
| J. Maan       | 29     | 366    | 302    | 35     | 29     | 6                | 89               | 77               | 8                | 4                |                  |                  |                  |                  |                  |                      |                      |                      |                      |                      |        |        |        |        |        |
| S. Peeters    | 18     | 66     | 57     | 8      | 1      | 2                | 0                | 0                | 0                | 0                |                  |                  |                  |                  |                  |                      |                      |                      |                      |                      |        |        |        |        |        |
| K. Pupart     | 15     | 75     | 57     | 8      | 10     | 5                | 13               | 12               | 1                | 0                |                  |                  |                  |                  |                  |                      |                      |                      |                      |                      |        |        |        |        |        |
| T. Tammemaa   | 28     | 282    | 173    | 60     | 49     | 6                | 68               | 42               | 14               | 12               |                  |                  |                  |                  |                  |                      |                      |                      |                      |                      |        |        |        |        |        |
| E. Thys       | 9      | 28     | 24     | 4      | 0      | 1                | 6                | 4                | 1                | 1                |                  |                  |                  |                  |                  |                      |                      |                      |                      |                      |        |        |        |        |        |
| S. Van Heyste | 24     | 4      | 0      | 0      | 4      | 5                | 0                | 0                | 0                | 0                |                  |                  |                  |                  |                  |                      |                      |                      |                      |                      |        |        |        |        |        |
| R. Wójcik     | 11     | 32     | 23     | 7      | 2      | 3                | 4                | 3                | 1                | 0                |                  |                  |                  |                  |                  |                      |                      |                      |                      |                      |        |        |        |        |        |
| J. Zimmermann | 9      | 30     | 6      | 8      | 16     | -                | -                | -                | -                | -                |                  |                  |                  |                  |                  |                      |                      |                      |                      |                      |        |        |        |        |        |

P = presenze; PT = punti totali; AV = attacchi vincenti; MV = muri vincenti; BV = battute vincenti